# Capela de São João Evangelista (Londres)

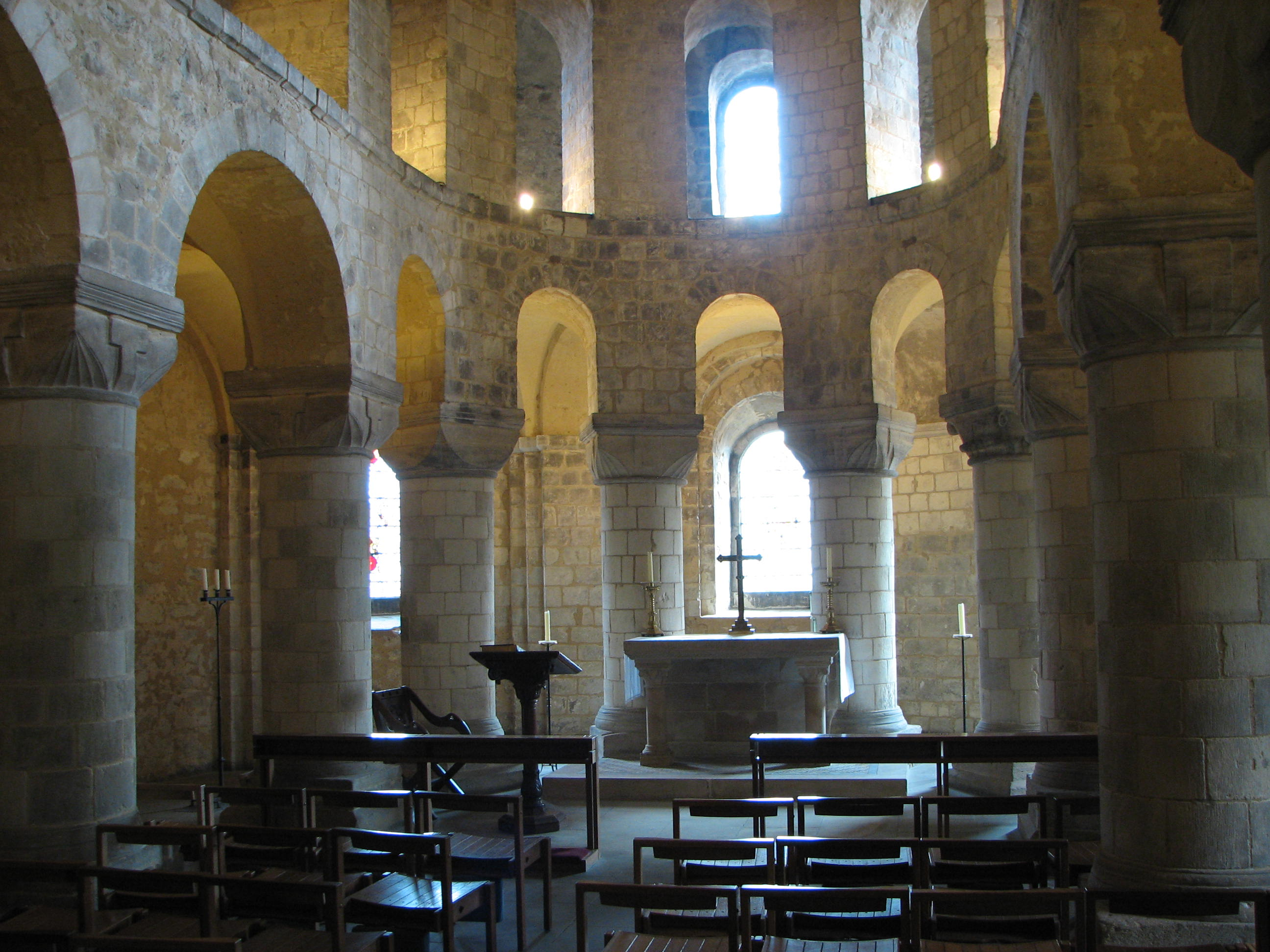
Capela normanda dentro da Torre Branca.

A Capela de São João Evangelista (em inglês:St John's Chapel) é uma capela localizada na Torre de Londres. Data de 1080, sendo a igreja mais antiga de Londres.